# 스레텐 추크
스레텐 추크(Sreten Ćuk, 1963년 8월 1일~)는 크로아티아의 축구 선수 출신 축구 감독이다.

## 지도자 경력
2015년, 로코모티바의 감독으로 임명된 그는 2020년 9월에 카를로바츠의 감독직을 맡았고, 2022년 6월에는 크로아티아 U-15 축구 국가대표팀의 감독에 부임했다.